# Euagrotis espoetia
Euagrotis espoetia är en fjärilsart som beskrevs av Dyar 1910. Euagrotis espoetia ingår i släktet Euagrotis och familjen nattflyn. Inga underarter finns listade i Catalogue of Life.